# Muraenidae
I Murenidi (Muraenidae Rafinesque, 1810) sono una famiglia di pesci dell'ordine Anguilliformes, comprendente svariate specie di pesci conosciuti in italiano con il nome di murene.

## Distribuzione e habitat
Vivono nei mari tropicali (dove hanno la massima diversità) e temperati caldi, di solito su fondi duri a bassa profondità. Sono comunissime nelle barriere coralline. Nel mar Mediterraneo è molto comune la specie Muraena helena e, piuttosto rara, Gymnothorax unicolor. Altre tre specie sono segnalate nel Mediterraneo: Enchelycore anatina è stata catturata solo tre volte in questo mare, Gymnothorax reticularis, lessepsiano, catturato una sola volta in Israele e Anarchias euryurus, di cui è nota una segnalazione per Nizza.

## Descrizione

Anatomia delle mascelle faringee delle murene

Questi anguilliformi hanno un corpo serpentiforme, leggermente compresso ai lati, non ricoperto da scaglie. Le pinne pettorali e ventrali sono assenti mentre la pinna dorsale e l'anale si prolungano senza discontinuità dalla testa alla coda mentre sul lato ventrale questa pinna è più corta. La testa è breve, i denti sono lunghi e appuntiti, spesso caniniformi. Le aperture branchiali sono piccole e rotonde. Molte specie hanno narici tubulari simili a brevi tentacoli.
Alcune specie di questa famiglia sono dotate di una "mascella" aggiuntiva nell'esofago allo scopo di inghiottire al meglio prede voluminose..

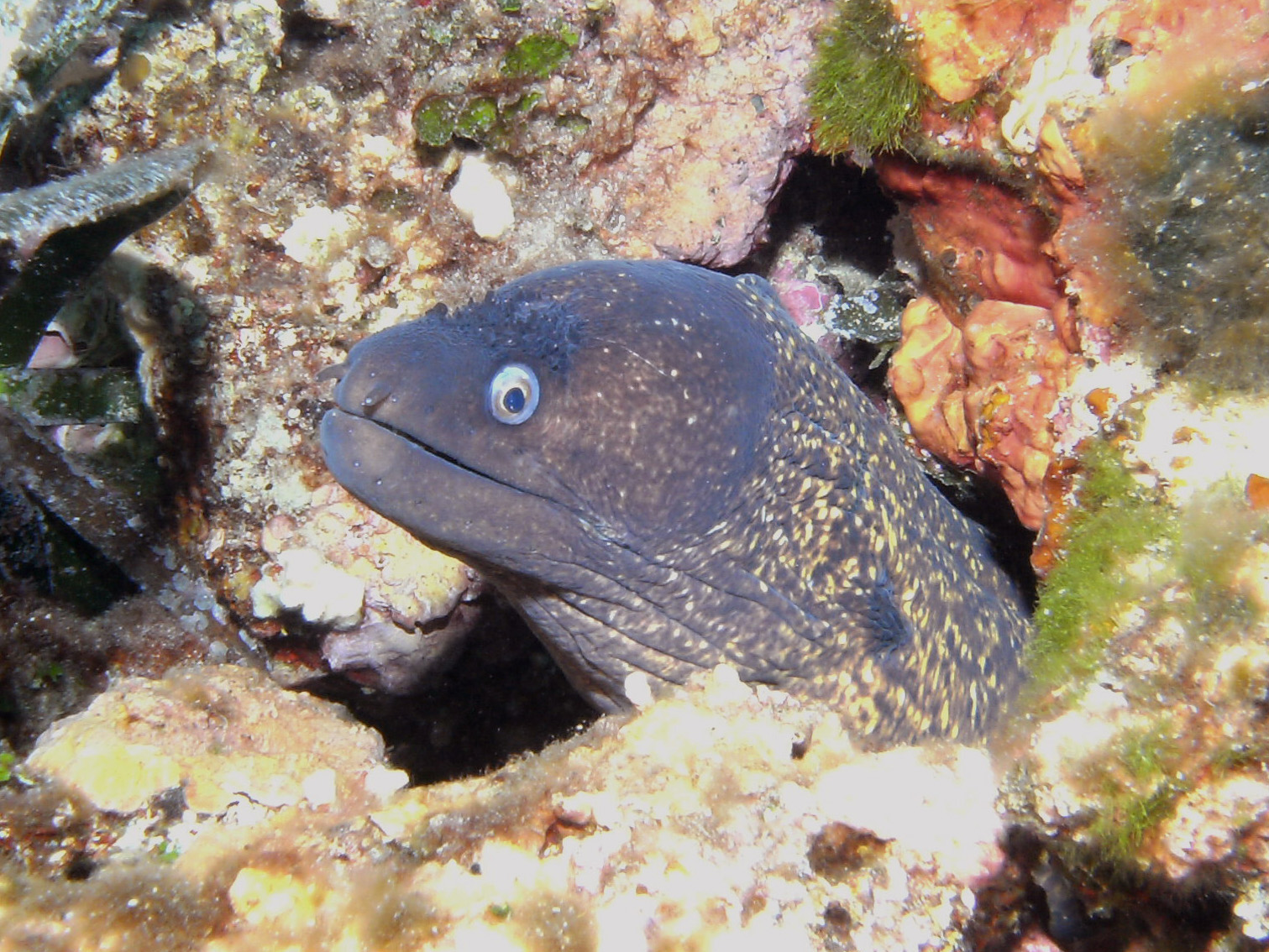
Muraena helena

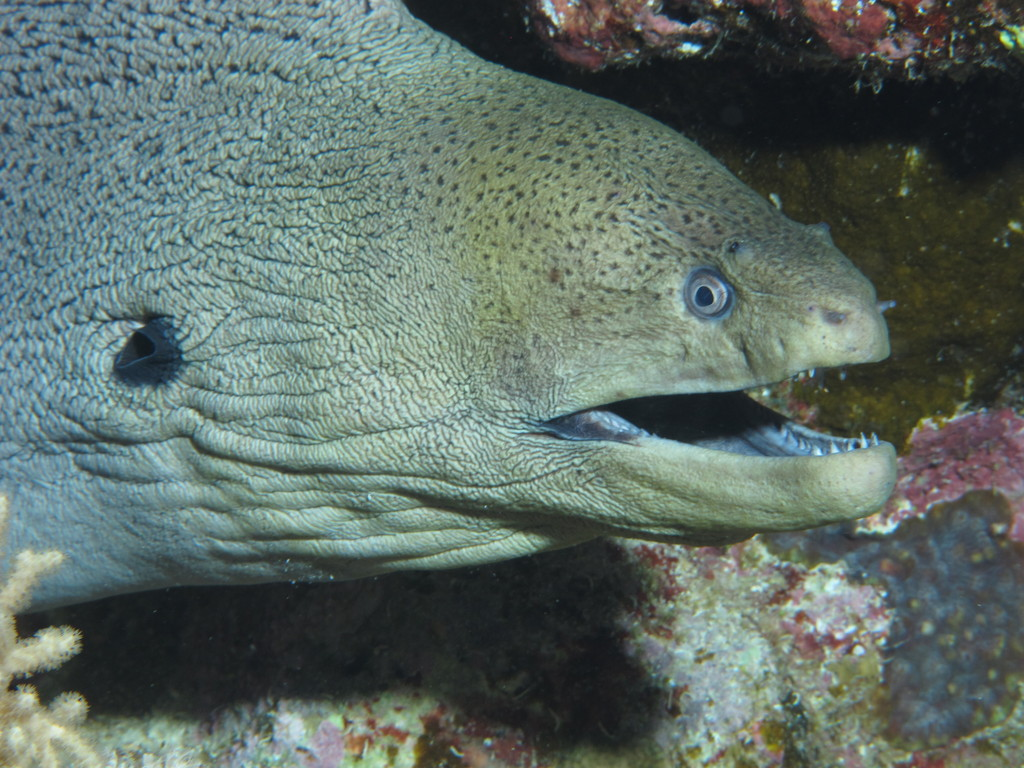
Gymnothorax javanicus

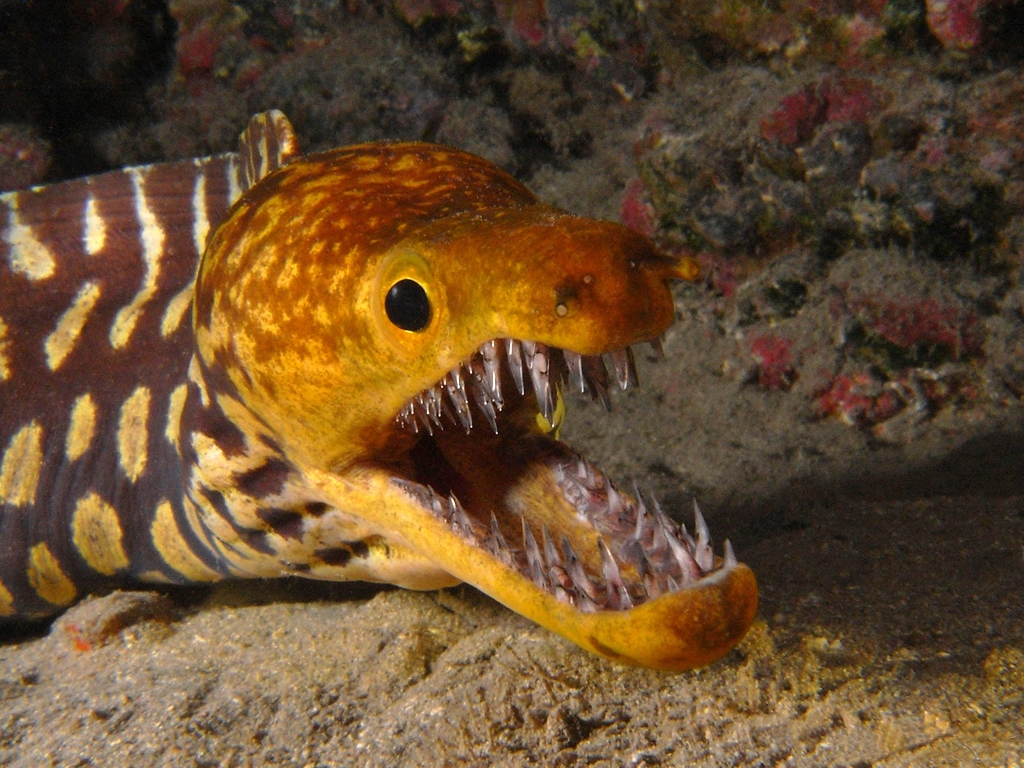
Enchelycore anatina

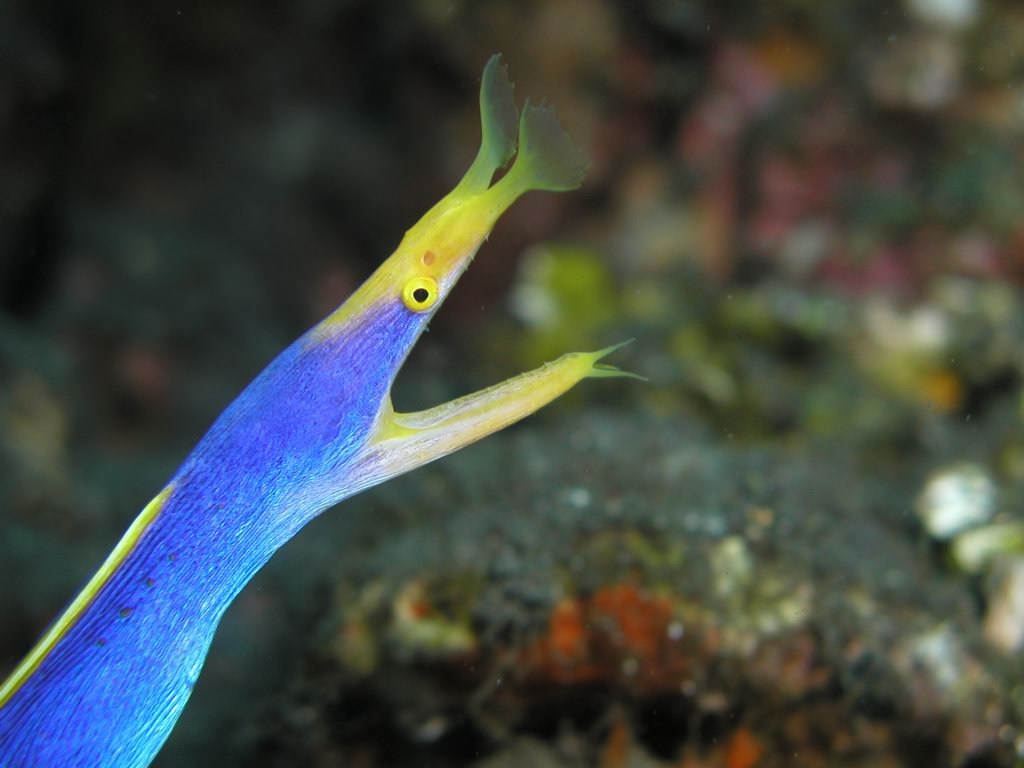
Rhinomuraena quaesita

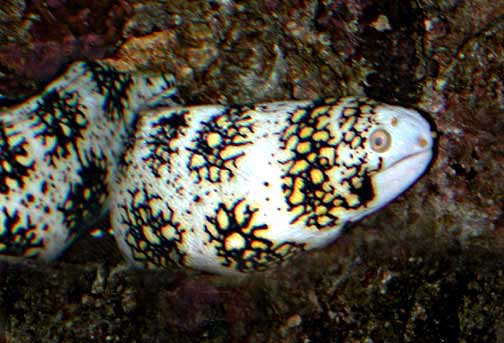
Echidna nebulosa

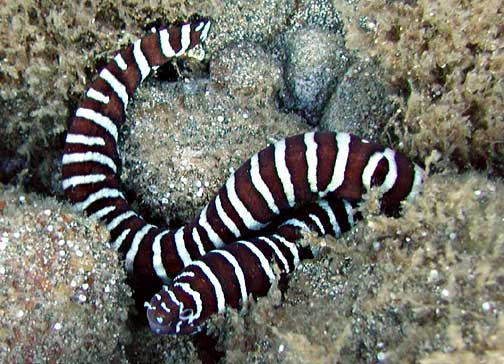
Gymnomuraena zebra

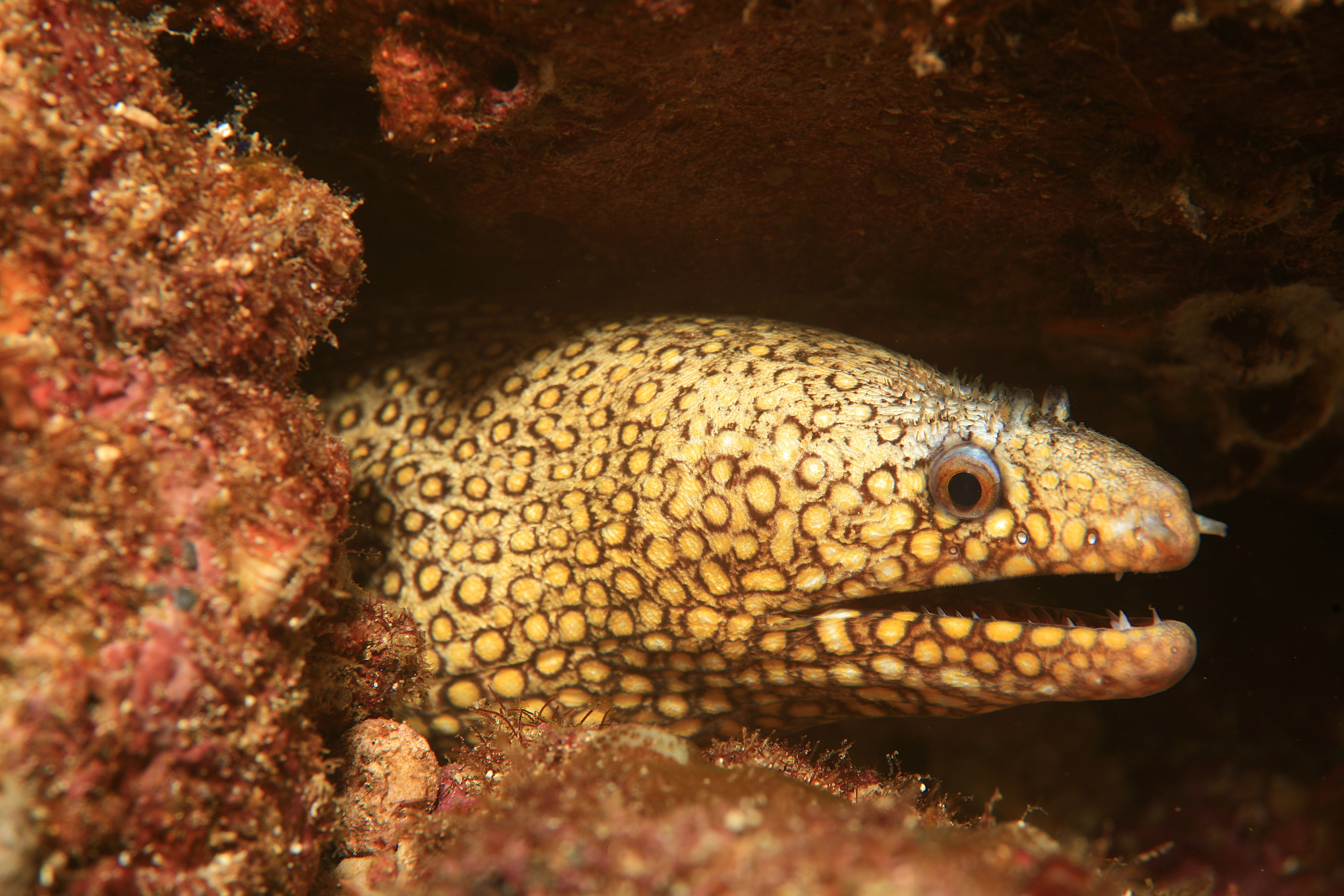
Muraena lentiginosa

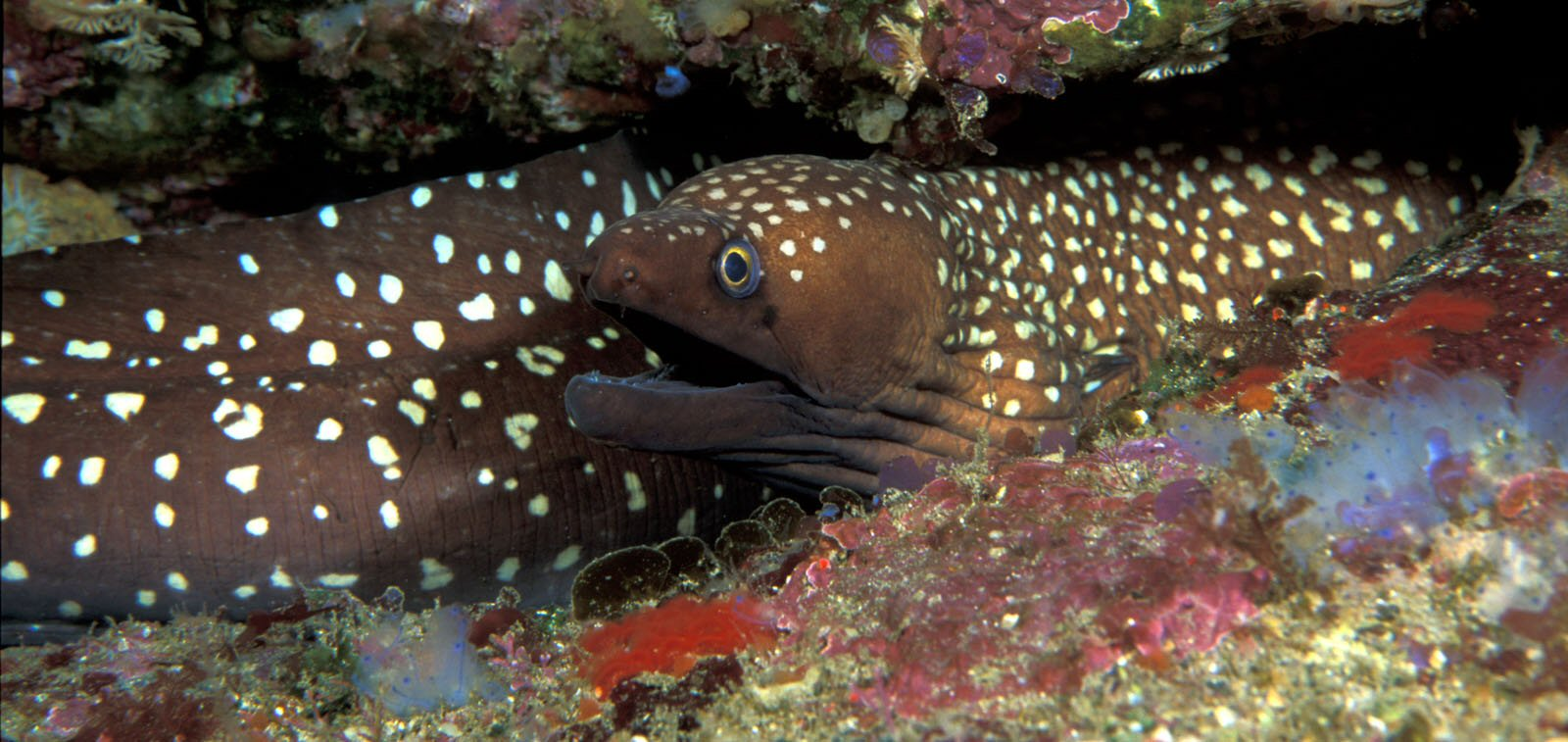
Gymnothorax prionodon

I colori sono spesso bruni, in molte specie però possono esserci reticolature o macchie chiare, talvolta questi disegni possono formare disegni complessi. Poche specie invece hanno colori gialli, arancioni e blu molto vivaci.

Sono pesci in media piuttosto grandi, alcune specie (genere Gymnothorax e Strophidon sathete) possono superare i 3 m.

## Biologia
Gran parte delle specie ha abitudini notturne.

### Alimentazione
Sono predatori, cacciano pesci, molluschi (soprattutto cefalopodi come i polpi) e crostacei.

### Riproduzione
Le larve sono leptocefali, come in tutti gli anguilliformi, che vivono nel plancton superficiale.

## Tassonomia
- Sottofamiglia Muraeninae
  - Genere Echidna Forster, 1777
  - Genere Enchelycore Kaup, 1856
  - Genere Enchelynassa Kaup, 1855
  - Genere Gymnomuraena Lacepède, 1803
  - Genere Gymnothorax Bloch, 1795
  - Genere Monopenchelys Böhlke & McCosker, 1982
  - Genere Muraena Linnaeus, 1758
  - Genere Pseudechidna Bleeker, 1863
  - Genere Rhinomuraena Garman, 1888
  - Genere Strophidon McClelland, 1844
- Sottofamiglia Uropterygiinae
  - Genere Anarchias Jordan & Starks in Jordan & Seale, 1906
  - Genere Channomuraena Richardson, 1848
  - Genere Cirrimaxilla Chen & Shao, 1995
  - Genere Scuticaria Jordan & Snyder, 1901
  - Genere Uropterygius Rüppell, 1838

## Rapporti con l'uomo
I morsi di questi pesci sono piuttosto dolorosi e sembra che nella saliva sia presente una tossina anche se in quantità minime. La fama sinistra che circonda le murene è in gran parte costituita da falsi miti; la leggenda narra che gli antichi Romani nutrissero le murene dei loro vivai con schiavi (se queste voci sono giunte fino a noi lo si deve all'orrore suscitato a suo tempo da Vedio Pollione, ricco cavaliere romano che aveva effettivamente l'abitudine di punire gli schiavi gettandoli in pasto alle sue murene). Alcune specie possono essere aggressive e mordere, soprattutto se ferite. Grandi specie tropicali possono essere pericolose a causa degli avvelenamenti da ciguatera.

## Pesca
Si catturano con reti da posta, palamiti e lenze di vario tipo. È anche una tipica preda dei pescatori subacquei.

Le carni sono buone ed apprezzate ma solo quelle degli esemplari più grandi, i piccoli sono molto liscosi. Di solito viene consumata in zuppa.